# Houcine Benayada
Houcine Benayada (ar. حسين بن عيادة; ur. 8 sierpnia 1992 w Oranie) – algierski piłkarz grający na pozycji prawego obrońcy. Od 2021 jest piłkarzem klubu Étoile Sportive du Sahel.

## Kariera piłkarska
Swoją piłkarską karierę Benayada rozpoczął w klubie ASM Oran. W sezonie 2010/2011 zadebiutował w jego barwach w drugiej lidze algierskiej. W sezonie 2013/2014 wywalczył z nim awans do pierwszej ligi. W ASM Oran grał do końca sezonu 2014/2015. Latem 2015 przeszedł do USM Algier, w którym swój debiut zanotował 25 sierpnia 2015 w zwycięskim 2:1 domowym meczu z ES Sétif. W USM Algier spędził rok i wywalczył z nim mistrzostwo Algierii w sezonie 2015/2016.
Latem 2016 Benayada przeszedł do CS Constantine, w którym zadebiutował 27 sierpnia 2016 w przegranym 0:1 wyjazdowym spotkaniu z JS Saoura. W sezonie 2017/2018 wywalczył z nim mistrzostwo Algierii. Grał w nim do końca sezonu 2019/2020.
Larem 2020 roku Benayada został piłkarzem tunezyjskiego Club Africain, jednak nie rozegrał w nim żadnego meczu. Na początku 2021 przeszedł do Étoile Sportive du Sahel. Swój debiut w nim zaliczył 28 lutego 2021 w przegranym 0:1 domowym meczu z CS Sfaxien. W sezonie 2020/2021 został z nim wicemistrzem Tunezji.
| Sezon   | Klub                     | Kraj     | Rozgrywki         | Mecze | Gole |
| ------- | ------------------------ | -------- | ----------------- | ----- | ---- |
| 2010/11 | ASM Oran                 | Algieria | Ligue 2           | 3     | 0    |
| 2011/12 | ASM Oran                 | Algieria | Ligue 2           | 7     | 1    |
| 2012/13 | ASM Oran                 | Algieria | Ligue 2           | 27    | 1    |
| 2013/14 | ASM Oran                 | Algieria | Ligue 2           | 28    | 0    |
| 2014/15 | ASM Oran                 | Algieria | Première Division | 30    | 1    |
| 2015/16 | USM Algier               | Algieria | Première Division | 14    | 0    |
| 2016/17 | CS Constantine           | Algieria | Première Division | 26    | 0    |
| 2017/18 | CS Constantine           | Algieria | Première Division | 29    | 0    |
| 2018/19 | CS Constantine           | Algieria | Première Division | 24    | 1    |
| 2019/20 | CS Constantine           | Algieria | Première Division | 19    | 1    |
| 2020/21 | Club Africain            | Tunezja  | CLP-1             | 0     | 0    |
| 2020/21 | Étoile Sportive du Sahel | Tunezja  | CLP-1             | 11    | 0    |

## Kariera reprezentacyjna
W reprezentacji Algierii Benayada zadebiutował 21 września 2019 w zremisowanym 0:0 meczu Mistrzostw Narodów Afryki 2020 z Marokiem, rozegranym w Al-Bulajdzie. W 2022 roku został powołany do kadry na Puchar Narodów Afryki 2021. Rozegrał na nim jeden mecz, grupowy z Wybrzeżem Kości Słoniowej (1:3).